# ОШ „Љупче Шпанац” Бела Паланка
ОШ Љупче Шпанац је основношколска установа у Белој Паланци. Почела је са радом 1852. године. 

## Историјат
Школа је почела да ради илегално на иницијативу неколико породица. Рад је тек одобрен 1855. године од стране власти. Школска зграда је подигнута 1862. године и још једна зграда је подигнута 1902. године. Школа је прекинула свој рад у току Балканских ратова. 
Након ослобођења у Другом светском рату је Школа добила назив Државна народна школа Бела Паланка а од 1947. носи назив Основна школа Среза белопаланачког. Тек 1960. године доноси се решење о оснивању Основне школе под називом "Љубомир Живковић - Љупче Шпанац" у чијем саставу су одељења у селима Моклиште, Мокра, Ореовица, Вргудинац, Клење и Кременица.
Одељење у Кременици се затворило 1961. године а у Клењу 1966. године.
Данас се настава одвија у селима: Мокра, Доња Коритница, Клисура, Сињац и Моклиште.